# Municipio de Hickory (Illinois)
El municipio de Hickory (en inglés: Hickory Township) es un municipio ubicado en el condado de Schuyler en el estado estadounidense de Illinois. En el año 2010 tenía una población de 154 habitantes y una densidad poblacional de 3,2 personas por km².

## Geografía
El municipio de Hickory se encuentra ubicado en las coordenadas 40°10′11″N 90°16′22″O / 40.16972, -90.27278. Según la Oficina del Censo de los Estados Unidos, el municipio tiene una superficie total de 48.15 km², de la cual 45,82 km² corresponden a tierra firme y (4,84 %) 2,33 km² es agua.

## Demografía
Según el censo de 2010, había 154 personas residiendo en el municipio de Hickory. La densidad de población era de 3,2 hab./km². De los 154 habitantes, el municipio de Hickory estaba compuesto por el 100 % blancos. Del total de la población el 0 % eran hispanos o latinos de cualquier raza.